# Kleiner Fuchs
Der Kleine Fuchs (Aglais urticae, Synonym: Nymphalis urticae) ist ein Schmetterling (Tagfalter) der Familie der Edelfalter (Nymphalidae). 

## Name
Der Name Aglais urticae leitet sich ab von altgriechisch Ἀγλαΐα Aglaḯa („Glanz“, „Pracht“), der jüngsten der drei Chariten, oder ihrer lateinischen Entsprechung, der Grazie Aglaie, sowie lateinisch urtica („Nessel“); das bezieht sich auf die grazile Gestalt sowie die Brennnessel als Futterpflanze. 
Daher wird er auch häufig Nesselfalter genannt. Hierauf beziehen sich auch die italienischen (dell'ortica) und die spanischen (Ortiguera) Bezeichnungen.
Aus der rotbraunen Färbung der Flügel leitet sich der Name Kleiner Fuchs her.
Im Englischen und Französischen werden dieser und andere Fleckenfalter-Arten aufgrund der Flecken Tortoiseshell (Schildpatt-Falter) bzw. Tortue (Schildkröte) genannt.

## Merkmale
Die Falter erreichen eine Flügelspannweite von 40 bis 50 Millimetern. Ihre Flügeloberseiten haben eine orange Grundfärbung, wobei der Flügelansatz, besonders der Hinterflügel dunkelbraun ist. Sie tragen am Vorderrand der Vorderflügel ein schwarz, gelb und weißes Fleckmuster und dicht am dunkelbraunen Flügelaußenrand beider Flügelpaare einen blauen Fleckensaum, der dunkel umfasst ist. Auf den Vorderflügeln befinden sich je zwei kleinere und ein großer schwarzer Fleck, am Hinterflügel je nur ein großer schwarzer Fleck, der am dunkelbraunen Basalteil anschließt.

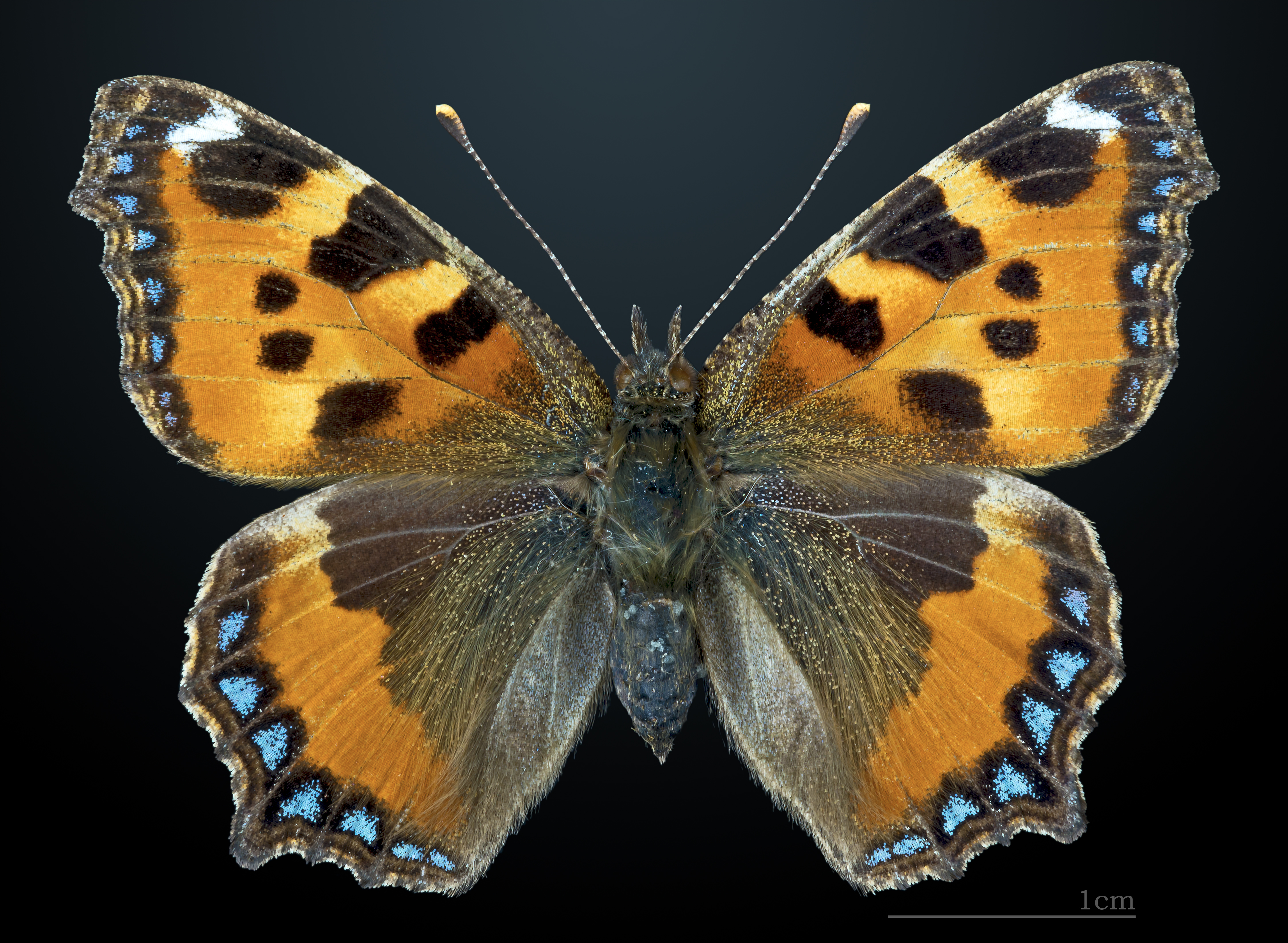
Aglais urticae
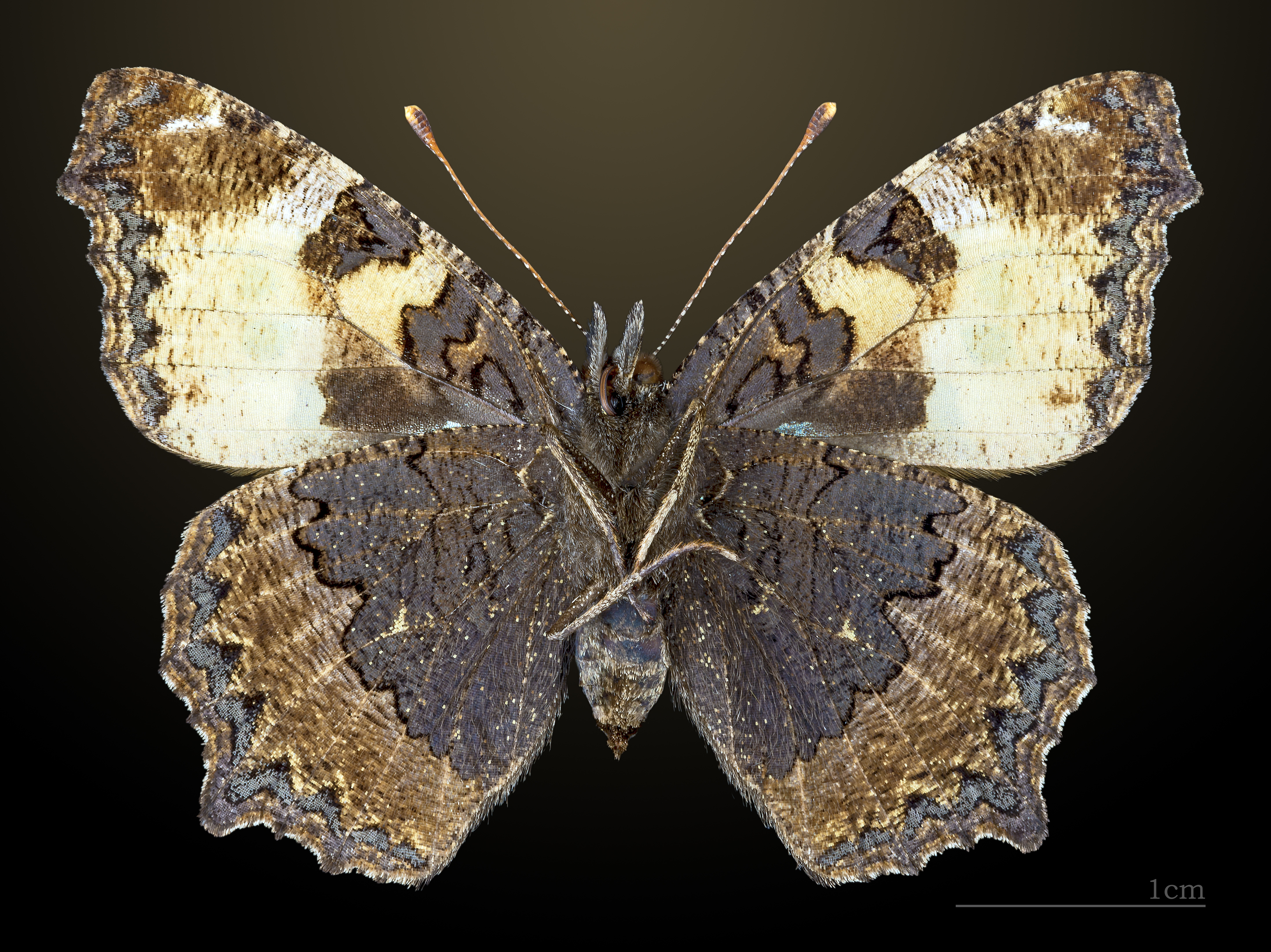
△ Aglais urticae

In Mittel- und Hochgebirgslagen sind die Falter häufig größer und haben eine hellere Färbung. Im nördlichen Europa sind sie eher kleiner und dunkler.
Die Raupen werden etwa 30 Millimeter lang, andere Quellen geben eine Länge bis 22 Millimeter an. Die Raupen sind schwarz, fein weiß gefleckt und besitzen zwei unterbrochene gelbe Seitenlinien. Unterhalb der Seitenlinien ist der Körper purpurbraun und gelegentlich mit einer rötlichbraunen Zeichnung zwischen den gelben Seitenlinien versehen. Der Raupenkörper trägt auf dem Rücken und an den Seiten Stacheln, die schwarz oder gelblich sind. Der Raupenkopf ist schwarz.

## Ähnliche Arten
- Großer Fuchs
- Aglais ichnusa (Hübner, 1824) ist auf Korsika und Sardinien verbreitet.

## Vorkommen

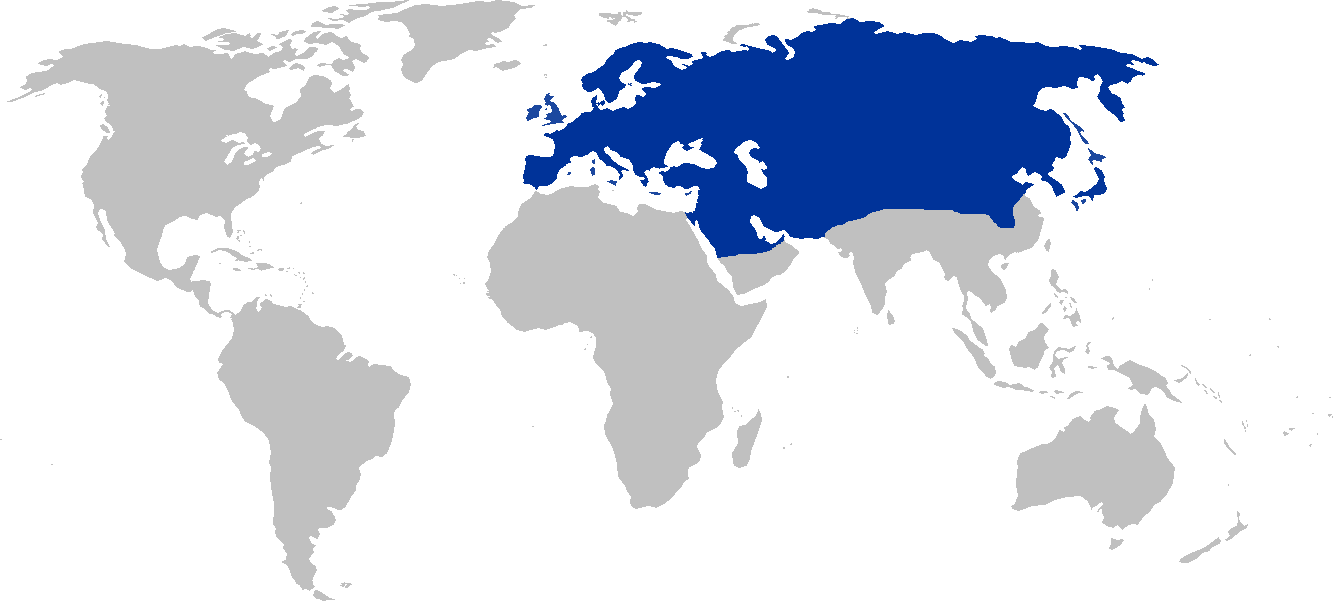
Verbreitungsgebiet des Kleines Fuchses

Die Tiere kommen in ganz Europa und Asien, östlich bis an den Pazifik vor. Man findet sie normalerweise bis in eine Höhe von 3.000 Meter, gelegentlich werden Falter auch bis in Höhen von 3.500 Meter gefunden. Sie leben in verschiedensten Lebensräumen (Ubiquist), weswegen sie weit verbreitet sind und sehr häufig vorkommen.

## Lebensweise

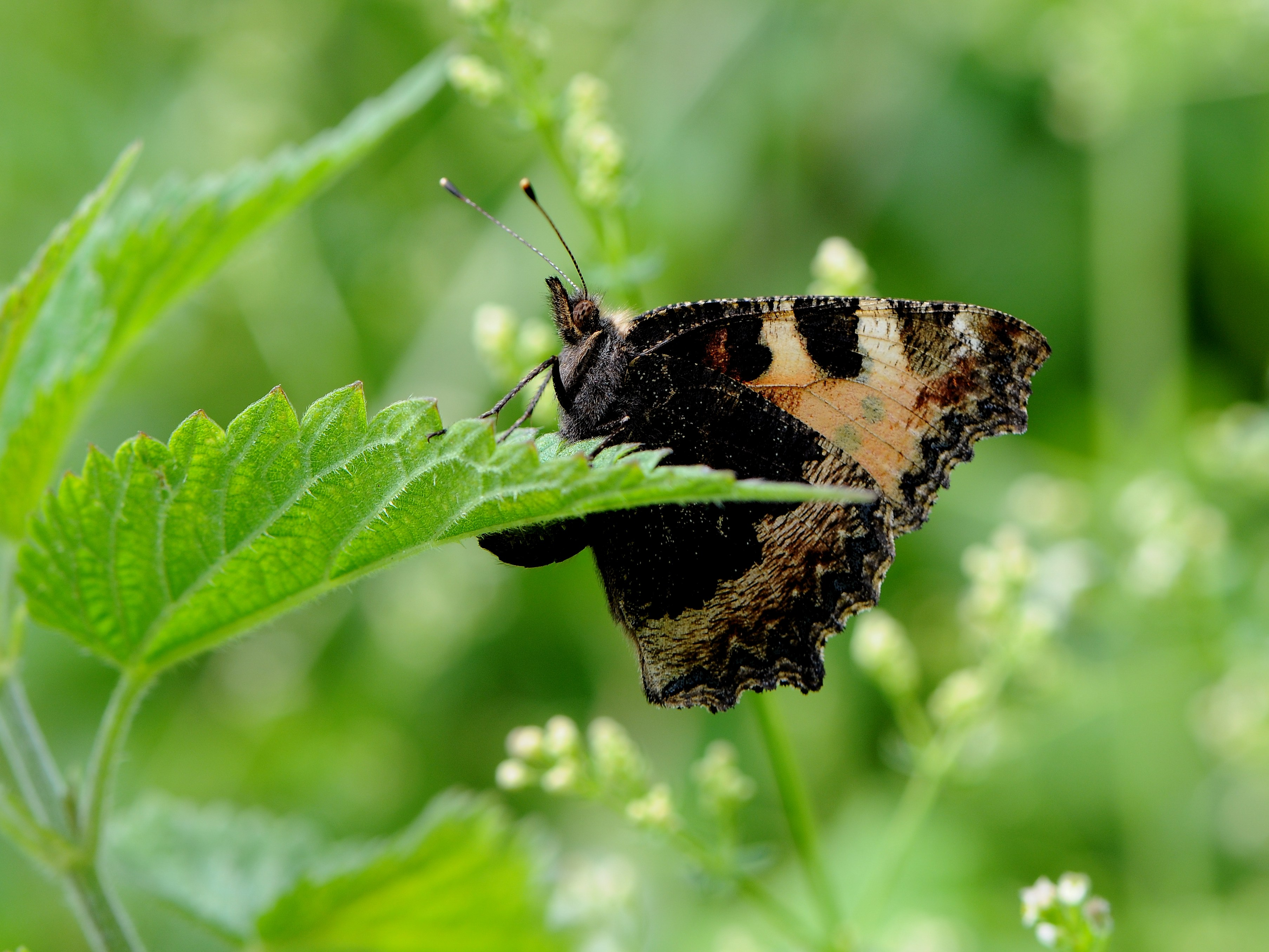
Weibchen bei der Eiablage

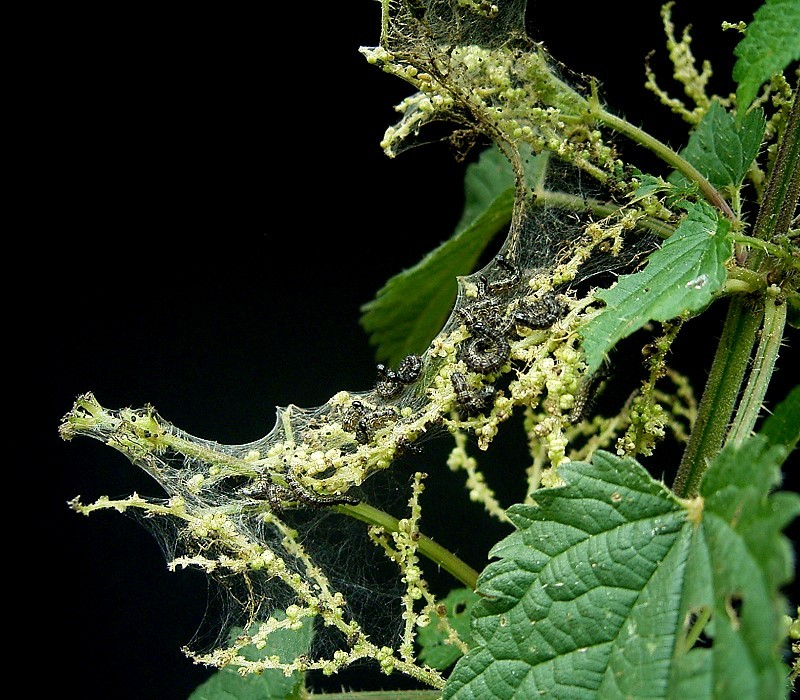
Gespinst mit Jungraupen

Die Imagines ernähren sich vom Nektar verschiedener Pflanzenarten. Allein in Baden-Württemberg sind weit über 200 Nektarpflanzen bekannt, die sie besuchen, darunter etwa 40 % meist fremdländische Gartenpflanzen. Die Falter werden unter anderem auf nektarreichen Hochstaudenfluren mit Vorkommen der Hauptnektarpflanzen Wasserdost (Eupatorium spec.) und Kratzdistel (Cirsium spec.) angetroffen. In höheren Lagen sind dies Alpen-Milchlattich (Cicerbita alpina), Alpendost (Adenostyles spec.) und Fuchssches Greiskraut (Senecio ovatus). Auf Magerrasen kann der Falter auch saugend an Silberdisteln (Carlina acaulis) beobachtet werden.
Die Tiere sind Wanderfalter, und zwar Binnenwanderer erster Ordnung. Sie unternehmen innerhalb ihres Verbreitungsgebietes kürzere Wanderungen. So fliegen sie beispielsweise im Herbst oftmals aus dem Gebirge in die wärmeren Tieflagen und die nächste Generation im Frühsommer wieder zurück. Der Kleine Fuchs überwintert wie das ebenfalls zu den Edelfaltern gehörende Tagpfauenauge (Inachis io) an geschützten Orten wie Kellern, Dachböden, Garagen oder auch in natürlichen Verstecken, wobei die Überwinterung an warmen Tagen unterbrochen werden kann.
Zumindest die Männchen scheinen ähnlich wie bei einigen anderen Edelfalter-Arten bei günstiger Witterung tagsüber Territorien zu besetzen, aus denen sie vorbeifliegende andere Falter oder sonstige größere Insekten verfolgen und vertreiben; gern z. B. von besonnten Holzstößen als Ansitzplatz aus. Ein ähnliches zeitweiliges „Revierverhalten“ kennt man unter unseren Tagfaltern auch von Admiral, Tagpfauenauge und Trauermantel.
Sie werden oft bei der Gipfelbalz beobachtet: auf der Suche nach Geschlechtspartnern segeln sie an markanten Erhebungen wie Hügeln, Bergkuppen oder Burgruinen immer wieder den Hang hinab.

### Flugzeit
Der Kleine Fuchs überwintert als Falter an geschützten Stellen. Man findet die Tiere im Winter z. B. in Autogaragen, Dachstühlen, Kellern, ungenutzten Räumen, Gartenlauben, Holzhaufen oder Unterführungen. Nach der Überwinterung beginnt die Flugzeit bereits wieder ab Februar/März und endet im Oktober. Die Tiere fliegen in warmen Regionen in zwei bis drei Generationen pro Jahr, in kalten Gebieten und in hohen Lagen nur in einer Generation von Mai bis August.

### Nahrung der Raupen

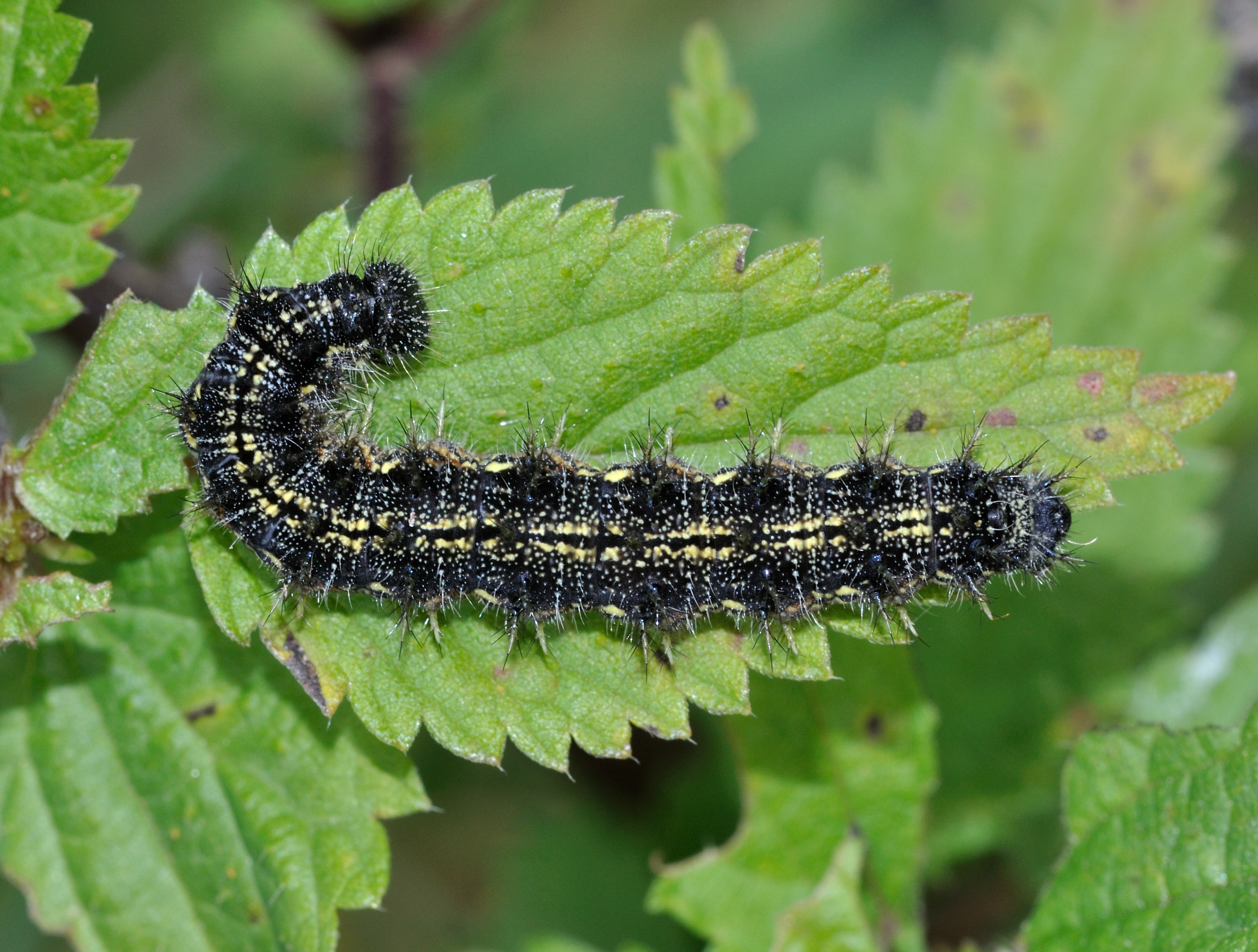
Raupe des Kleinen Fuchses

Die Raupen ernähren sich fast ausschließlich von der Großen Brennnessel (Urtica dioica). Da die Brennnessel bevorzugt auf stickstoffreichen Böden vorkommt, ist der Falter dort besonders häufig.

## Entwicklung

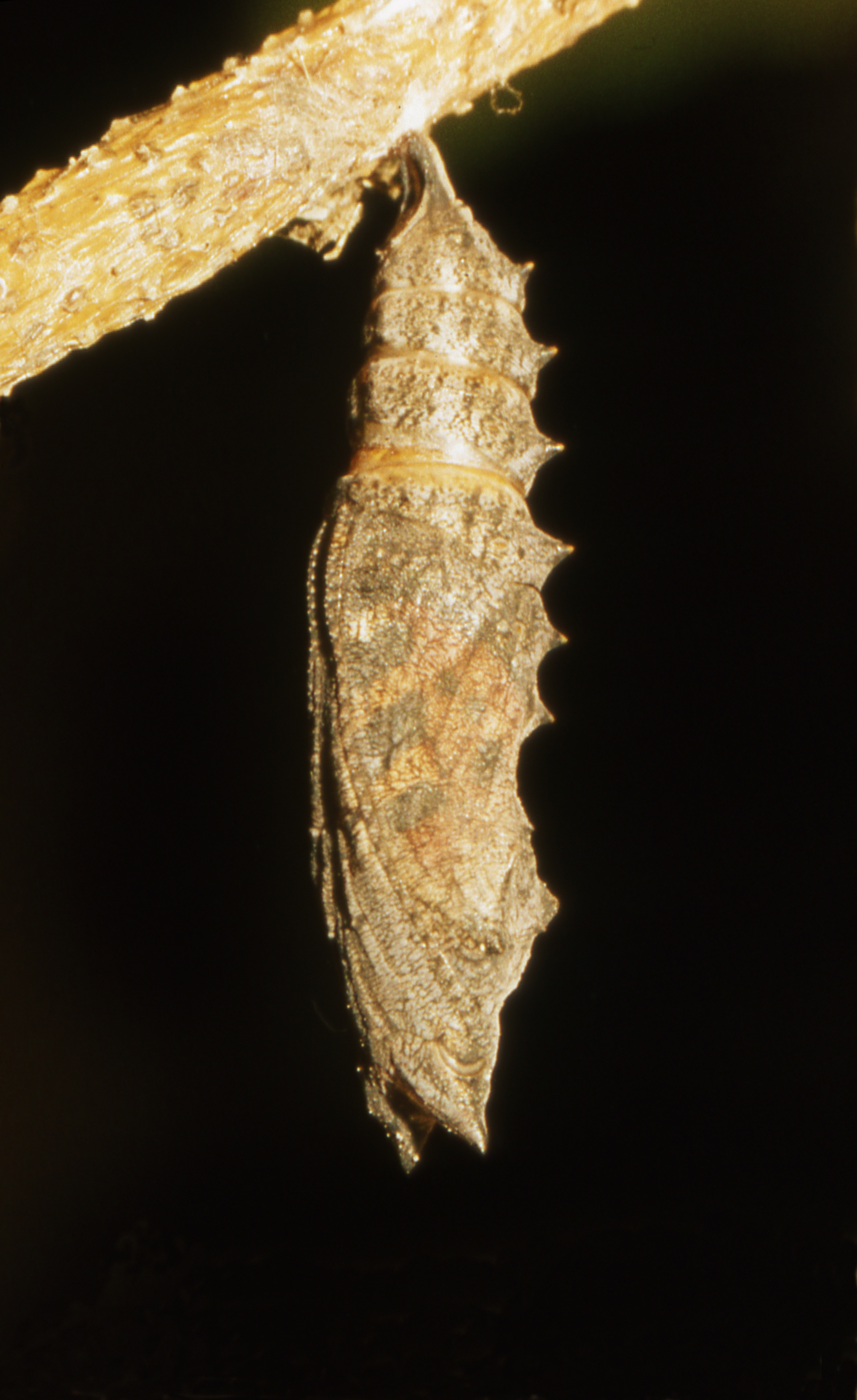
Puppe des Kleinen Fuchses, kurz vor dem Schlüpfen

Die Weibchen legen ihre grünen Eier in großen Gelegen von 50 bis 200 Stück an die Blattunterseiten sonnenbeschienener Futterpflanzen ab. Die jungen Raupen fressen bis zur letzten Häutung gesellig in selbst erzeugten Gespinsten, während erwachsene Raupen meist einzeln oder in kleinen Gruppen anzutreffen sind. Die Raupen verpuppen sich nach einer Fresszeit von etwa einem Monat in einer braunen oder hellgrünen Stürzpuppe, die mehrere Dornen und golden-metallische Flecken aufweist. Die Entwicklung vom Ei bis zum Falter ist sehr stark temperaturabhängig und dauert zwischen einem und zwei Monaten, wobei die Hälfte der Zeit auf das Raupen- und je ein Viertel auf das Ei- und Puppenstadium entfallen.
Kleine Füchse haben eine ausgesprochene Vorliebe für frisches Grün, so dass die Falter ihre Eier meist an frisch austreibende Brennnesseln setzen. Diese Beobachtungen werden durch die chemische Analyse von Brennnesselblättern verschiedenen physiologischen Zustands untermauert. Es konnte nachgewiesen werden, dass sich die Blätter von im Frühling und nach dem Abmähen frisch austreibenden Pflanzen hinsichtlich des Gehaltes an Wasser, Gesamtstickstoffgehalt und löslichen Proteinen kaum unterscheiden. Bereits zu Beginn der Brennnesselblüte ist jedoch der Gehalt an Wasser und Stickstoff deutlich reduziert. Der Gehalt der für die Ernährung der Raupen besonders wichtigen Proteine fällt auf einen Bruchteil des Ausgangswertes.

## Feinde
Die Raupen werden nicht von Vögeln gefressen, sehr wohl aber ihre Puppen. Wahrscheinlich wirkt die auffällige Färbung der Raupen abschreckend. Sehr viele Raupen des Nesselfalters – wie auch die Raupen vieler anderer Schmetterlingsarten – werden aber von sich parasitisch entwickelnden Zweiflüglern (Raupenfliegen) mit Eiern belegt.